# QML
QML (Qt Meta Language або Qt Modeling Language) — декларативна мова програмування, заснована на JavaScript і призначена для розробки застосунків, які роблять основний наголос на користувацький інтерфейс.  Є частиною Qt Quick, середовища розробки користувацьких інтерфейсів, поширюваного разом з Qt.  В основному використовується для створення застосунків, орієнтованих на мобільні пристрої з сенсорним управлінням. 
QML-документ являє собою дерево елементів.  QML елемент, так само, як і елемент Qt, являє собою сукупність блоків: графічних (таких, як rectangle, image) і поведінкових (таких, як state, transition, animation).  Ці елементи можуть бути об'єднані, щоб побудувати комплексні компоненти, починаючи від простих кнопок і повзунків і закінчуючи повноцінними застосунками, що працюють з інтернетом. 
QML елементи можуть бути доповнені стандартними JavaScript-вставками шляхом вбудовування .js файлів.  Також вони можуть бути розширені C++ компонентами через Qt framework.

## Синтаксис, семантика
Приклад:
```
import
 
QtQuick
 
1.0

 
Rectangle
 
{

   
id
:
 
canvas

   
width
:
 
200

   
height
:
 
200

   
color
:
 
"blue"

   
Image
 
{

     
id
:
 
logo

     
source
:
 
"pics/logo.png"

     
anchors
.
centerIn
:
 
parent

     
x
:
 
canvas
.
height
 
/
 
5

   
}

 
}

```

Об'єкти задаються їхнім типом, зазначеним перед парою фігурних дужок.  Типи об'єктів завжди починаються з великої літери.  У вищезгаданому прикладі є два об'єкти: Rectangle і Image.  Усередині фігурних дужок можна задати інформацію про об'єкт, наприклад, його властивості.  Властивості задаються у вигляді <властивість>: <значення>.  У цьому прикладі в об'єкта Image є властивість source, якій присвоєно значення «pics/logo.png».  Властивість та її значення розділяються двокрапкою. 

## Інструменти розробки
Оскільки QML і JavaScript дуже схожі, то будь-які середовища розробки, що підтримують JavaScript, можуть бути використані для роботи з QML.  Також повна підтримка підсвічування синтаксису, автозавершення коду, вбудована довідкова система доступні у крос-платформовому середовищі розробки Qt Creator, починаючи з версії 2.1.

## Виноски
1. ↑  Digia Releases Qt 5.1. 3 липня 2013. Архів оригіналу за серпень 6, 2013. Процитовано вересень 11, 2013. [Архівовано 2013-08-06 у Wayback Machine.]
2. ↑  Henrik Hartz (Product Manager for Qt Software at Nokia) comment on the name. 24 серпня 2009. Архів оригіналу за 23 липня 2011. Процитовано 14 червня 2011. [Архівовано 2011-07-23 у Wayback Machine.]
3. ↑  [http://developer.qt.nokia.com/wiki/GettingStartedQMLRussian [Архівовано 1 березня 2011 у Wayback Machine.] GettingStartedQMLRussian | Qt Wiki | Qt Developer Network
4. ↑  Qt 4.7: QML Elements. Doc.qt.nokia.com. Архів оригіналу за 11 серпня 2012. Процитовано 22 вересня 2010. [Архівовано 2010-10-01 у Wayback Machine.]